# Europese weg 265
De E265 loopt in Estland over de Põhimaantee 8 en de Põhimaantee 11.
De Europese weg 265 of E265 is een voorgestelde
Europese weg van Tallinn in Estland naar Kapellskär in Zweden.

## Algemeen
De Europese weg 265 moet een Klasse B-verbindingsweg worden die het Estse Tallinn via Paldiski met het Zweedse Kapellskär gaat verbinden. Het traject tussen Paldiski en Kapellskär wordt gevormd door een veerbootverbinding van een kleine 300 km over de Oostzee.
De E265 loopt in Estland over de Põhimaantee 8 en de Põhimaantee 11.